# Planoscalpellum limpidus
Planoscalpellum limpidus is een rankpootkreeftensoort uit de familie van de Scalpellidae. De wetenschappelijke naam van de soort is voor het eerst geldig gepubliceerd in 1976 door Zevina.